# YNW Melly
 (juillet 2019).
YNW Melly, de son vrai nom Jamell Maurice Demons, né le 1er mai 1999 dans le comté d'Indian River, en Floride, est un rappeur et chanteur américain originaire de Gifford. Il risque la peine de mort s'il est reconnu coupable pour le double meurtre de ses amis Christopher Tomas Jr. et  Anthony Williams le 26 octobre 2018.

## Biographie
YNW Melly grandit à Gifford, un secteur non constitué en municipalité situé à 240 km au nord de Miami. Il est membre du collectif floridien YNW (Young Nigga World). En 2015, il ouvre le feu sur deux personnes à proximité du lycée de Vero Beach, mais n'en blesse aucune. Il est jugé pour de multiples charges dont agression armée aggravée.
Alors qu'il purge une peine de prison pour ces faits, son premier projet, un EP intitulé Collect Call, sort en décembre 2017. Il est libéré de prison en mars 2018 après avoir risqué une peine de quinze ans d'incarcération. De mars à juillet, il poste ses titres sur la chaîne YouTube WorldStarHipHop (en), qui offre de l'exposition aux jeunes rappeurs, et rencontre un succès viral avec, notamment, les singles Melly the Menace et Virtuals (Blue Balenciagas) sortis peu de temps après sa libération.
Le 30 juin 2018, il est arrêté pour possession de marijuana et d'armes à feu. Le 3 août 2018 sort la mixtape I Am You, accompagnée d'un clip pour le single Murder on My Mind dévoilé plus tôt. Le titre devient son premier succès « grand public », débutant à la 23e place du Bubbling Under Hot 100 Singles, et se voyant certifié disque d'or en janvier 2019.
En octobre 2018, il est invité par la chanteuse Aly Ryan sur le titre Facetime, et, le mois suivant, par le rappeur de Détroit Tee Grizzley sur le titre Lost and Found. Le 3 janvier 2019, Demons est arrêté et placé en détention dans le centre de détention du comté de Lee pour possession de marijuana,. Il a été arrêté et placé en détention car il est le suspect principal du double meurtre de ses amis Anthony Williams (YNW Sakchaser) et Christopher Thomas Jr. (YNW Juvy). Le 22 novembre 2019, il sort son album Melly vs Melvin. Le rappeur risque la peine de mort s’il est reconnu coupable de ces accusations. Alors qu’il était proche d’échapper à cette condamnation, une cour d’appel de Floride a, en décembre 2022, validé une demande des procureurs demandant la peine de mort si le rappeur est reconnu coupable . Demons avait par ailleurs été suspecté de vouloir s’échapper de la prison dans laquelle il est actuellement détenu, ce qui avait repoussé son procès plusieurs fois. Le 12 décembre,  deux posts sont publiés sur son compte Instagram, dans lesquelles il explique « craindre pour sa vie », et dénonce ses conditions d’incarcération. Voici le message que le rappeur a relayé, traduit en français: «  À ce jour, je crains officiellement pour ma vie. [Le personnel de la prison] m’a infligé des punitions encore plus sévères que les précédentes. Depuis le 1er décembre, j’ai été déplacé dans une unité pouvant accueillir 24 détenus. Je suis le seul détenu logé dans l’unité vacante, je n’ai pas le droit de passer des coups de fil, je n’ai pas accès à la télévision ni aux journaux. Ils surveillent mes moindres gestes devant une caméra et s’assurent que je n’utilise pas le téléphone pour dévoiler au monde entier la façon dont je suis maltraité, discriminé, menacé physiquement et harcelé. Lorsque je sors de ma cellule, une heure par jour, tous les autres détenus des dortoirs adjacents doivent retourner dans leur cellule. Je suis soumis à un traitement cruel et inhabituel. »

## Discographie

### EP
- 2017 : Collect Call

### Mixtapes
- 2018 : I Am You
- 2019 : We All Shine
- 2019 : Melly vs Melvin
- 2021 : Just A Matter Of Slime
- 2021 : 100k Cypher 2